# Marin Belușica
Marin Belușica, născut Marin Belușișcă, (n. 7 octombrie 1928, Ploiești, România – d. 13 decembrie 2013, București, România) a fost un luptător român.

## Biografie
S-a născut la 7 octombrie 1928 în orașul Ploiești, ca fiu al soților Dumitru și Aretia Belușișcă, și a purtat inițial numele Marin Belușișcă. Sportivul a fost legitimat la Dinamo Brașov și Dinamo București, devenind multiplu campion național. În anul 1952 a participat la Jocurile Olimpice de la Helsinki, unde s-a clasat pe locul 5. La Campionatul Mondial din 1953 a ocupat locul 4.
După retragerea sa din activitate a fost antrenor la Rapid București. I-a pregătit, printre alții, pe luptătorii Nicu Gingă, Victor Dolipschi, Ion Baciu, Ion Enache și Gheorghe Minea.

## Viața personală
Marin Belușișcă s-a căsătorit cu Ileana-Silvia Palii, născută în 23 august 1936 în orașul Chișinău, fiica lui Spiridon și Aurora Palii. Cei doi soți au avut un copil, Laurențiu Belușișcă, născut la 7 aprilie 1961 în București, și au locuit pe str. Șerban Vodă nr. 139.
Numele sportivului a fost scris greșit în unele documente din epocă, ca de exemplu Marin Belușică în decretul de decorare cu Medalia Muncii. În iunie 1968 soții Belușișcă și copilul lor și-au schimbat numele de familie în Belușica.

## Distincții
- Medalia Muncii (19 noiembrie 1952) pentru rezultatele obținute la Jocurile Olimpice de vară de la Helsinski[8]